# Axonopus
Axonopus es un género de plantas herbáceas perteneciente a la familia de las poáceas. Es originario de Sudamérica. Comprende 206 especies descritas y de estas, solo 91 aceptadas.

## Descripción
Son plantas anuales o perennes, cespitosas, estoloníferas o rizomatosas; plantas hermafroditas. Vainas carinadas; lígula una membrana; láminas lineares a linear-lanceoladas, aplanadas o plegadas a involutas. Inflorescencia de varios a numerosos racimos delgados, digitados o paniculados, 1 o, más comúnmente, 2 o varios emergiendo de los nudos superiores o terminales, las espiguillas en 2 hileras alternadas en la porción inferior de un raquis aplanado o triquetro, traslapadas secuencialmente, los racimos generalmente simples, raramente ramificados, el raquis normalmente con una espiguilla en el ápice; espiguillas subsésiles o con pedicelos muy cortos, comprimidas dorsalmente, orientadas con el dorso de la gluma superior y de la lema superior lejos del raquis; gluma inferior generalmente ausente, gluma superior y lema inferior tan largas como el flósculo superior o escasamente más largas que él, subiguales, membranáceas, similares, 2–5-nervias; flósculo inferior estéril; pálea inferior ausente; flósculo superior bisexual, liso; lema superior rígida, sus márgenes ligeramente involutos; pálea superior similar en textura a la lema superior; lodículas 2; estambres 3; estilos 2. Fruto una cariopsis; embrión 1/3–1/2 de la longitud de la cariopsis; hilo elíptico o cortamente linear.

## Taxonomía
El género fue descrito por Palisot de Beauvois y publicado en Essai d'une Nouvelle Agrostographie 12. 1812. La especie tipo es: Axonopus aureus P.Beauv.
Etimología
Axonopus: nombre genérico derivado del griego axon = (eje) y pous = (pie), en alusión al raquis que surge de un punto común (digitado).
Citología
El número cromosómico básico del género es x = 10, con números cromosómicos somáticos de 2n = 20, 40, 60 y 80, ya que hay especies diploides y una serie poliploide.

## Especies
| - A. amapaensis G.A.Black - A. anceps (Mez) C.L.Hitchc. - A. andinus G.A.Black - A. apricus G.A.Black - A. arcuatus (Mez) G.A.Black - A. argentinus Parodi - A. arsenei Swallen - A. aureus P.Beauv. golden carpetgrass - A. boliviensis Renvoize - A. brasiliensis (Spreng.) Kuhlm. - A. canescens (Nees) Pilg. - A. capillaris (Lam.) Chase - A. casiquiarensis Davidse - A. caulescens (Mez) Henrard - A. centralis Chase - A. chaseae G.A.Black - A. chimantensis Davidse - A. chrysoblepharis (Lag.) Chase - A. chrysostachyus (Schrad.) Pilg. - A. ciliatifolius Swallen - A. comans (Döll) Kuhlm. - A. comatus (Mez) Swallen - A. complanatus (Nees ex Trin.) Dedecca - A. compressus (Sw.) P.Beauv. broadleaf carpetgrass - A. corymbosus (Roxb.) Schult. - A. cuatrecasasii G.A.Black - A. debilis G.A.Black - A. deludens Chase - A. elegantulus (J.Presl) Hitchc. - A. eminens (Nees) G.A.Black - A. equitans Hitchc. & Chase - A. fastigiatus (Nees) Kuhlm. - A. fissifolius (Raddi) Kuhlm. common carpetgrass - A. flabelliformis Swallen - A. flexuosus (Peter) Troupin - A. furcatus (Flüggé) Hitchc. big carpetgrass - A. grandifolius Renvoize - A. herzogii (Hack.) Hitchc. - A. hirsutus G.A.Black - A. iridifolius (Poepp.) G.A.Black - A. jeanyae Davidse - A. jesuiticus (Araujo) Valls - A. junciformis G.A.Black - A. kuhlmannii G.A.Black - A. laxiflorus (Trin.) Chase | - A. laxus Luces - A. leptostachyus (Flüggé) Hitchc. - A. longispicus (Döll) Kuhlm. - A. magallanesiae Gir.-Cañas - A. marginatus (Trin.) Chase ex Hitchc. - A. mathewsii (Mez) Hitchc. - A. mexicanus G.A.Black - A. micay García-Barr. - A. monticola G.A.Black - A. morronei Gir.-Cañas - A. obtusifolius (Raddi) Chase - A. oiapocensis G.A.Black - A. paschalis (Stapf) Pilg. - A. passourae G.A.Black - A. pellitus (Nees ex Trin.) Hitchc. & Chase - A. pennellii G.A.Black - A. piccae Gir.-Cañas - A. poiophyllus Chase - A. polydactylus (Steud.) Dedecca - A. polystachyus G.A.Black - A. pressus (Steud.) Parodi - A. previpedunculatus Gledhill - A. pruinosum Henrard - A. pubivaginatus Henrard - A. purpusii (Mez) Chase - A. ramboi G.A.Black - A. ramosus Swallen - A. rosei (Scribn. & Merr.) Chase - A. rosengurttii G.A.Black - A. rupestris Davidse - A. scoparius (Flüggé) Kuhlm. - A. senescens (Döll) Henrard - A. siccus (Nees) Kuhlm. - A. steyermarkii Swallen - A. succulentus G.A.Black - A. suffultiformis G.A.Black - A. suffultus (J.C.Mikan ex Trin.) Parodi - A. sulcatus G.A.Black - A. surinamensis (Steud.) Henrard - A. triglochinoides (Mez) Dedecca - A. uninodis (Hack.) G.A.Black - A. villosus Swallen - A. volcanicus R.W.Pohl - A. yutajensis G.A.Black - A. zuloagae Gir.-Cañas |